# Міхал Єжи Станіславський
Міхал Єжи Станіславський гербу Гриф (пол. Michał Jerzy Stanisławski; пом. не раніше 21 жовтня 1648) — польський шляхтич, військовик, урядник Республіки Обох Націй (Речі Посполитої).

## Життєпис

герб Гриф

28 лютого 1639 року отримав призначення на уряд кам'янецького каштеляна (попередником був Миколай Гербурт). Був вправним вояком.

### Сім'я
Каспер Несецький стверджував, що його дружиною була Маріанна з Чурилів, донька Юрія Чурила та його дружини з Язловецьких). Разом з нею вони надали кошти для коштовної каплиці її матері в старому домініканському костелі Божого Тіла  у Львові.